# 2012年5月體育

## 5月6日
- 2012年5月6日意大利足球俱乐部尤文图斯夺得2011-2012赛季意甲冠军，也是尤文图斯的第30座意甲冠军。

## 5月13日
- 威廉姆斯车队的车手帕斯托·马尔多纳多在西班牙大奖赛拿到了他职业生涯第一个F1分站赛杆位和分站赛冠军。

## 5月14日
- 女王公园巡游者足球俱乐部的队员乔伊·巴顿由于在昨天曼城的比赛中有攻击对方球员的行为，被英格蘭足球總會指控。 (BBC)（页面存档备份，存于）
- 路德·范尼斯特鲁伊宣布从足球退役。(BBC)（页面存档备份，存于）